# Шпінелі

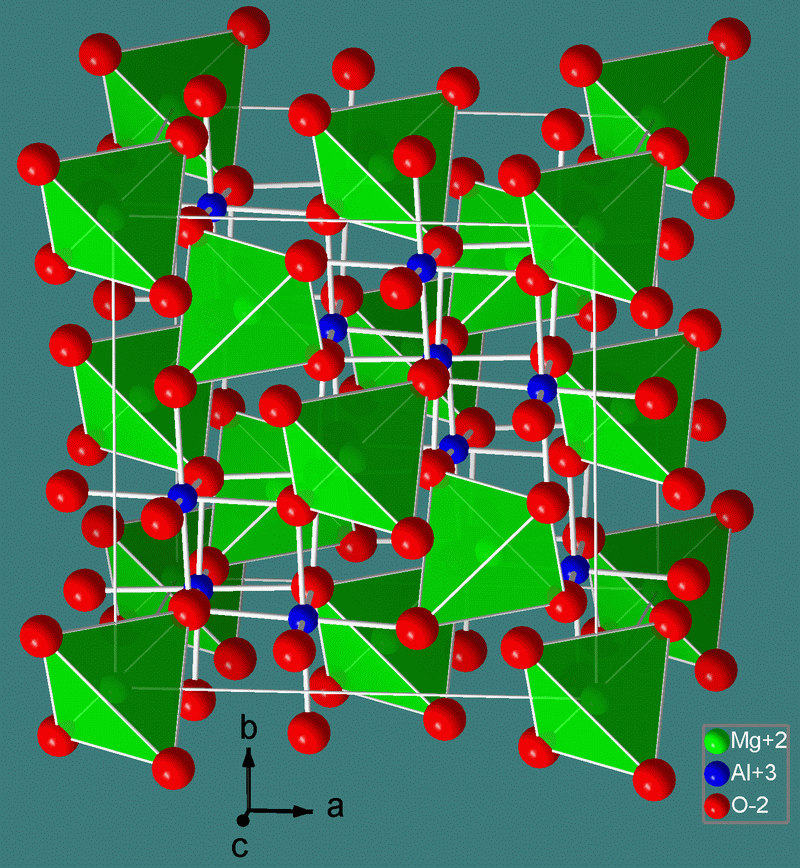
Структура шпінелі.

Шпінелі — супергрупа мінералів загального складу AD2X4, які кристалізуються в кубічній (ізометричній) кристалічній системі з аніонами X (зазвичай халькогенами, такими як кисень і сірка), розташованими в кубічній щільно упакованій решітці, а катіони A і D займають деякі або всі октаедричні та тетраедричні ділянки в решітці.
Хоча заряди A і D у прототиповій структурі шпінелі становлять +2 і +3 відповідно (A2+D3+2X2−4), є інші комбінації, що включають двовалентні, тривалентні або чотиривалентні катіони, включаючи магній, цинк, залізо, манган, алюміній; також можливі хром, титан і кремній. Аніон зазвичай є киснем; коли інші халькогеніди складають аніонну підґратку, структура називається тіошпінелью. A і D також можуть бути одним і тим же металом з різною валентністю, як у випадку з магнетитом Fe3O4 (як Fe2+Fe3+2O2−4), який є найбільш поширеним членом групи шпінелі.
Шпінелі групуються в ряди за катіоном D. Група названа на честь шпінелі (MgAl2O4), яка колись була відома як рубінова шпінель. (Сьогодні термін «рубін» використовується лише для корунду.)

## Опис
Сингонія кубічна. Колір червоний, зелений, синій, чорний. Блиск скляний.
Склад супергрупи:
- оксошпінелі (X=O2-)
  - підгрупа шпінелі
  - підгрупа ульвошпінелі
- селеношпінелі (X=Se2-)
  - підгрупа борнгардтиту
  - тирелліт
- тіошпінелі (X=S2-)
  - підгрупа керролліту
  - підгрупа ліннеїту

## Використання
Важливі руди заліза, ванадію, хрому, титану, манґану, цинку. Прозорі різновиди — дорогоцінне каміння.

## Різновиди
Розрізняють:
- Шпінель альмандинову
  1. Застаріла назва шпінелю червоного кольору;
  2. Торговельна назва благородної відміни шпінелю фіолетового кольору,
- Шпінель аризонська (темно-червоний піроп з Аризони, США),
- Шпінель бірманська (коштовний різновид шпінелю червоного кольору з М'янми),
- Шпінель благородна (прозорий різновид шпінелю. забарвлений у червоний, рожевий, зелений, синій, фіолетовий колір, який використовують для ювелірних виробів),
- Шпінель ванадієва (кульсоніт — магнетит ванадіїстий),
- ганошпінель (різновид шпінелі з о. Шрі Ланка, в якому магній заміщений цинком),
- Шпінель гіацинтова (жовтий або оранжево-червоний різновид шпінелю, який використовують для ювелірних виробів; син. — рубіцел),
- Шпінель ґранатова (благородна шпінелю фіолетового кольору),
- Шпінель залізиста, ферошпінель
  1. Різновид шпінелю що містить до 10 % FeO;
  2. Герциніт залізний;
  3. Плеонаст,
- Шпінель залізисто-титаниста (зайва назва ульвошпінелі),
- Шпінель залізисто-хромова (зайва назва пікотиту),
- Шпінель залізна (різновид шпінелю із Златоуста, Урал, що містить 14,77 % Fe2O3)), шпінелю залізо-залізиста (різновид шпінелю з родов. Велс, Франція, що містить 13,6 % FeO і 10,72 % Fe2O3),
- Шпінель залізо-магнезіальна (плеонаст або цейлоніт — різновид шпінелі, який містить до 22 % FeO),
- Шпінель зелена (різновид шпінелю, забарвлений оксидами хрому в зелений колір),
- Шпінель зірчаста (шпінель з астеризмом у вигляді чотирипроменевої зірки),
- Шпінель кандійська (зайва назва альмандину з о-ва Шрі Ланка),
- Шпінель лужна (шпінель з родов. Манасьє, Швеція, яка містить 1,38 % Na2O i 1,31 % K2O),
- Шпінель магніїста (шпінель звичайного складу з невеликим вмістом заліза, іноді хрому, колір світло-червоний, прозора або напівпрозора, густина 3,63-3,71),
- Шпінель магніїсто-цинковиста (магніїста шпінелю, яка містить до 18 % ZnO),
- Шпінель манґаниста
  1. Ґалаксит.
  2. Якобсит.,
- Шпінель нікелева (штучний мінерал складу NiAl2O4),
- Шпінель оранжево-червона (різновид шпінелю забарвлений в оранжево-червоний колір),
- Шпінель оцтова (зайва назва шпінелю червоно-жовтого кольору),
- Шпінель полум'яна (зайва назва шпінелю яскравого оранжево-червоного кольору),
- Шпінель пурпурна (темно-червоно-фіолетова шпінель), шпінель-рубін (шпінель темно-червоного кольору),
- Шпінель рубінова
  1. Коштовна шпінель світло-червоного або криваво-червоного кольору;
  2. Торговельна назва червоної шпінелі благородної; син. — балас-рубін,
- Шпінель сапфірова (синя шпінель),
- Шпінель селенова (зайва назва тиреліту — селеніду міді, кобальту та нікелю),
- Шпінель синя (гаюїн), шпінель талькова (шпінель магніїста),
- Шпінель титанова (ульвошпінель або ульвіт), тіошпінелі (сульфіди з структурою шпінелі),
- хлорошпінель (різновид шпінелі, в якій частина Al2O3 на 9-15 % заміщена Fe3O4, a MgO на 0,3-0,6 % CuO),
- Шпінель хризолітова (шпінелю світлого зеленувато-жовтого до світло-жовтого кольору),
- Шпінель хромиста, хромцейлоніт (пікотит),
- Шпінель хромова (різновид шпінелю, який містить значну кількість хрому, що заміщує алюміній, за складом є проміжною між власне шпінелю і хромітом),
- Шпінель цейлонська (торгова назва ґранату з о. Шрі-Ланка),
- Шпінель цинкова (ґаніт),
- Шпінель цирконова (штучна шпінелю блакитного кольору),
- Шпінель червона (шпінелю рубінова), шпінелю чорна (герциніт),
- Шпінель штучна (синтетична сполука, яка за складом відповідає шпінелю).